# David Vivian Currie
David Vivian Currie, né le 8 juillet 1912 à Sutherland en Saskatchewan et mort le 20 juin 1986 à Ottawa en Ontario, est un officier militaire canadien. Il est décoré de la croix de Victoria, la plus haute récompense remise pour un acte de bravoure face à l'ennemi des forces du Commonwealth.

## Biographie
David Vivian Currie est né le 8 juillet 1912 à Sutherland en Saskatchewan. De 1913 à 1939, sa famille vivait à Moose Jaw en Saskatchewan. David Vivian Currie a fait ses études pour devenir mécanicien automobile et soudeur.
En 1939, il s'est enrôlé au sein de la Milice canadienne avant de rejoindre la Force régulière l'année suivante. Il a reçu sa commission d'officier et a été promu lieutenant peu après. En 1941, il a été promu capitaine puis, en 1944, major.

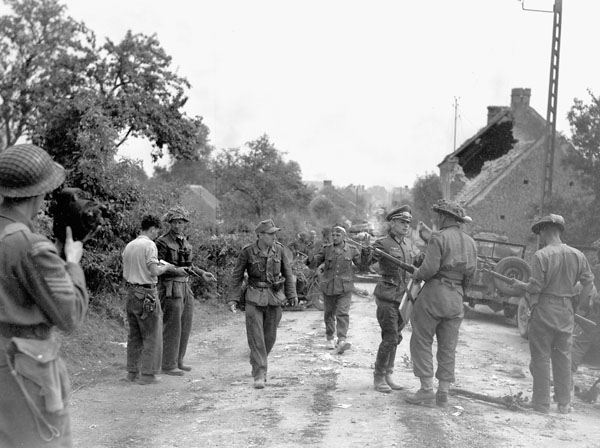
David Currie (à gauche tenant un revolver) acceptant la capitulation de troupes allemandes à Saint-Lambert-sur-Dives en France le 19 août 1944 ; ce qui lui a valu la croix de Victoria

David Vivian Currie a été décoré de la croix de Victoria, la plus haute récompense des forces du Commonwealth, pour ses actions alors qu'il commandait un groupement tactique de chars d'assaut du South Alberta Regiment (en), d'artillerie et d'infanterie des Argyll and Sutherland Highlanders of Canada à Saint-Lambert-sur-Dives en France durant les actions finales pour fermer la poche de Falaise. Il s'agit de l'unique croix de Victoria remise à un soldat canadien durant la campagne de Normandie et la seule à être remise à un soldat du Corps blindé royal canadien. Il était alors âgé de 32 ans durant la bataille de Falaise en Normandie entre le 18 et le 20 août 1944 et au commandement d'un groupe mixte de chars d'assaut, de canons antichars motorisés et d'infanterie qui a reçu l'ordre de couper l'une des voies de retraite principales des Allemands. Après que le major Currie ait mené l'attaque sur le village de Saint-Lambert-sur-Dives et consolidé la position en son centre, il a repoussé des attaques ennemies pendant un jour et demi. Bien que son groupe ait subi de nombreuses pertes, il a détruit sept chars d'assaut, 12 canons de 88 mm et 40 véhicules ennemis, causant la mort de 300 soldats allemands, 500 blessés et 2 100 capturés. La route de retraite des restants de deux armées allemandes a été coupée.
Par la suite, il a atteint le grade de lieutenant-colonel. Après sa carrière militaire, il a servi comme sergent d'arme de la Chambre des communes du Canada de 1960 à 1978.
Il est décédé en 1986 et inhumé dans le cimetière Greenwood à Owen Sound en Ontario.

## Héritage

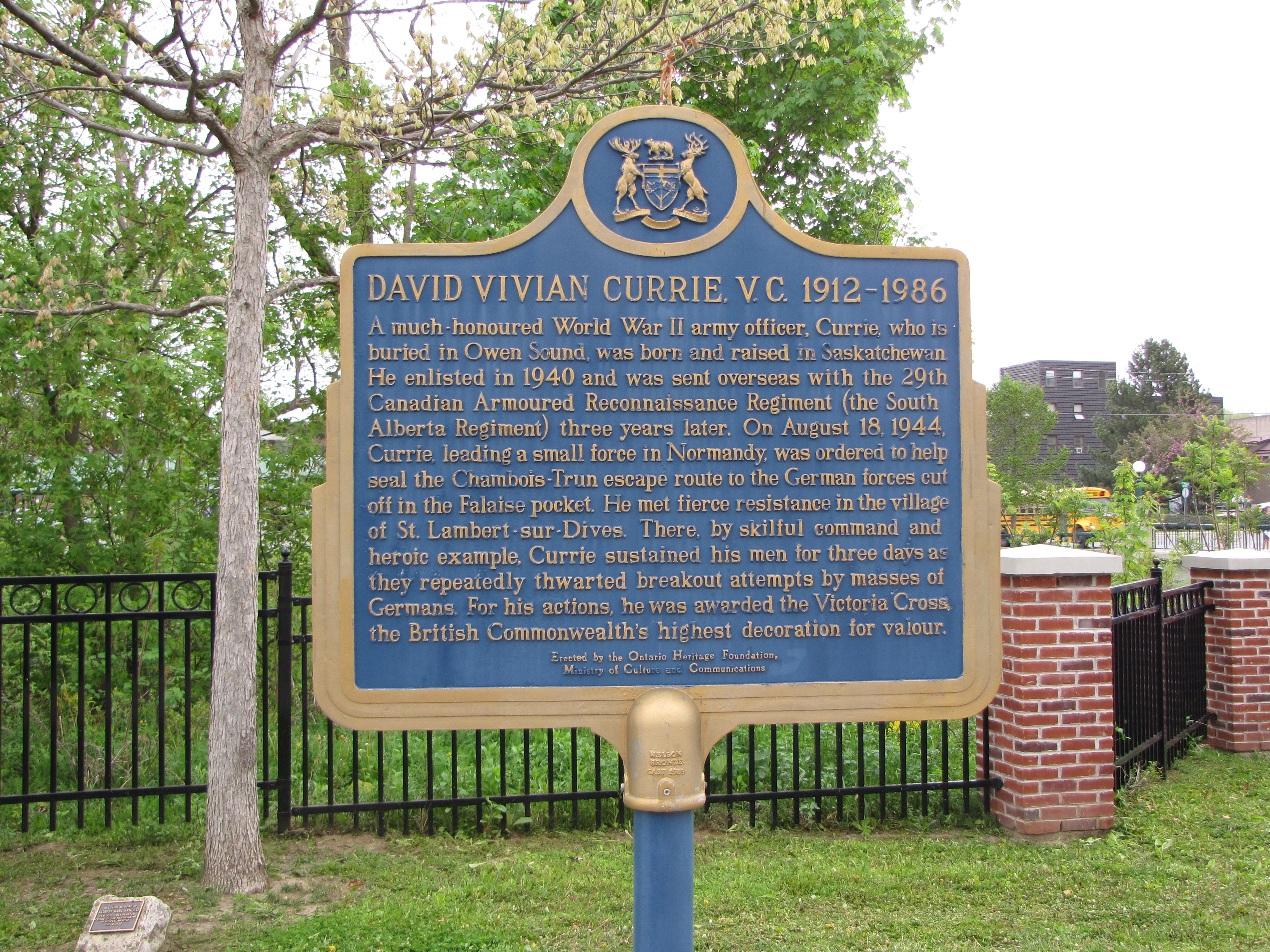
Plaque commémorative honorant David Currie dans le centre-ville d'Owen Sound en Ontario

Le manège militaire de Moose Jaw en Saskatchewan a été renommé « Lt Colonel D.V. Currie Armoury » en son honneur. De plus, une avenue porte son nom de famille à Saskatoon en son honneur.

## Médailles
En août 2017, les médailles de David Vivian Currie, incluant sa croix de Victoria, ont été vendues aux enchères par une compagnie britannique. Le vendeur les avait achetées de sa veuve en 1989. Le prix de vente a été de 550 000 £, ce qui représente environ 916 000 dollars canadiens. Sur les 16 croix de Victoria qui ont été remises à des Canadiens durant la Seconde Guerre mondiale, 12 ont été remises à des soldats servant dans des unités canadiennes. La médaille de David Vivian Currie est la seule qui n'est présentement pas dans un musée et qui n'a jamais été exposée publiquement.

## Annexe